# ديفيد ساكس
ديفيد أوليفر ساكس (بالإنجليزية: David O. Sacks)‏ (من مواليد 25 مايو 1972)  هو رائد أعمال ومستثمر في شركات تكنولوجيا الإنترنت، وهو شريك عام في شركة كرافت فنتشرز Craft Ventures ، وهو صندوق رأس مال استثماري شارك في تأسيسه في أواخر عام 2017.
في السابق، كان ساكس هو مدير العمليات المؤسس ورائد المنتج في باي بال  (التي اشترتها إيباي في عام 2002 مقابل 1.5 مليار دولار)  وهو المؤسس والرئيس التنفيذي لشركة يامر  (التي اشترتها مايكروسوفت في عام 2012 مقابل 1.2 مليار دولار). في عام 2016، قاد ساكس تحول زينيفيتس Zenefits كرئيس تنفيذي مؤقت. في عام 2017، شارك ساكس في تأسيس كرافت فنتشرز،  وهو صندوق استثماري في مرحلة مبكرة، والشركة الناشئة في مجال بلوك تشين (هاربور Harbour) والتي استحوذت عليها شركة بيت غو BitGo  في أوائل 2020) كحضانة لكرافت فنتشرز. تشمل استثماراته فيسبوك وأوبر وسبيس إكس وبالانتير وإير بي إن بي وهوز Houzz.

## النشأة والتعليم
ولد ساكس في كيب تاون بجنوب إفريقيا، وهاجر إلى تينيسي مع عائلته عندما كان في الخامسة من عمره. على الرغم من أن ساكس لم يكن يعرف أنه يريد أن يكون رجل أعمال، إلا أنه لم يكن يريد أن يعمل في مهنة مثل والده، الذي كان طبيب متخصصا في غدد الصماء. لكنه اكتسب الإلهام من جده الذي بدأ مصنع حلوى في 1920s.
تخرج ساكس من جامعة ستانفورد عام 1994  وكلية الحقوق بجامعة شيكاغو عام 1998.

## مسار مهني مسار وظيفي

### باي بال
في عام 1999، ترك ساكس وظيفته كمستشار إداري لشركة ماكنزي للانضمام إلى خدمة التجارة الإلكترونية باي بال. بصفته مدير العمليات ومدير المنتجات في باي بال، قام ساكس ببناء العديد من الفرق الرئيسية للشركة، وكان مسؤولاً عن إدارة المنتجات وتصميمها والمبيعات والتسويق وتطوير الأعمال والخدمات الدولية وخدمة العملاء وعمليات الاحتيال ووظائف الموارد البشرية.
خلال فترة عمله، زاد حجم المدفوعات في باي بال من صفر إلى 500 مليون دولار شهريًا والإيرادات من صفر إلى 240 مليون دولار سنويًا. قدمت الشركة حسابات للأعمال، وتوسعت بعملات متعددة وأكثر من 80 دولة.
في فبراير 2002، تم الإعلان عن باي بال، وكانت واحدة من أول الاكتتابات العامة بعد هجمات 11 سبتمبر 2001 (تم نشر ABCO في نوفمبر 2001). ارتفع السهم بأكثر من 54٪ في اليوم الأول وأغلق عند 20.09 دولار. وفي أكتوبر 2002، استحوذت إي باي على PayPal مقابل 1.5 مليار دولار.
Sacks هو عضو في «مافيا باي بال» - وهي مجموعة من المؤسسين والموظفين الأوائل في PayPal الذين أسسوا سلسلة من شركات التكنولوجيا الناجحة الأخرى. غالبًا ما يُنسب الفضل إليهم في إلهام ويب 2.0 وإعادة ظهور شركات الإنترنت التي تركز على المستهلك بعد انهيار شبكة الإنترنت عام 2001.

### جيني
في عام 2006، أسس ساكس موقع Geni.com ، وهو موقع على الإنترنت لعلم الأنساب يمكّن أفراد العائلة من بناء شجرة عائلة عبر الإنترنت بشكل تعاوني. في جيني، أراد ساكس مزيدًا من الوضوح فيما يحدث عبر المؤسسة، لذا أنشأ الفريق أداة إنتاجية لمساعدة الموظفين على مشاركة المعلومات. في عام 2008، قام ساكس والشريك المؤسس آدم بيسوني بتحويل أداة الاتصالات الداخلية هذه إلى شركة مستقلة تسمى يامر. تم الاستحواذ على Geni من قبل MyHeritage في عام 2012.

### شركة يامر
في عام 2008، أطلقت يامر أول شبكة اجتماعية للمؤسسات، وهو حل آمن للتواصل والتعاون الداخلي للشركات،  وفازت بالجائزة الكبرى في مؤتمر TechCrunch50. وفقًا لـ Social Capital ،  فإن نهج يامر في التوسع قد وضعها من بين شركات البرمجيات كخدمة (SaaS) الأسرع نموًا في التاريخ، حيث تجاوز عدد مستخدمي المؤسسة ثمانية ملايين مستخدم في أربع سنوات فقط. تلقت يامر حوالي 142 مليون دولار أمريكي من التمويل من شركات رأس المال الاستثماري مثل Charles River Ventures و Founders Fund و Emergence Capital Partners و Goldcrest Investments.
في يوليو 2012، استحوذت مايكروسوفت على يامر مقابل 1.2 مليار دولار كجزء أساسي من استراتيجيتها السحابية / الاجتماعية. اعتبارًا من مايو 2018، يستخدم (يامر) موظفون في أكثر من 90.000 شركة حول العالم،  بما في ذلك 85٪ من قائمة فورتشن 500 والكثير من Global 2000.
في ديسمبر 2014، أصبحت ساكس مساهمًا في زينفتس Zenefits ، حيث قام بـ «استثمار كبير»، وفقًا لموقع (فنتشر بيت VentureBeat). في يناير 2016، طلب منه مجلس زينفت التدخل كمدير تنفيذي مؤقت وسط «أزمة تنظيمية» فيما يتعلق بامتثال تراخيص الشركة. خلال العام التالي، تفاوض ساكس حول حل مع منظمي التأمين في جميع أنحاء الولايات المتحدة وتلقى الثناء على «تصحيح السفينة». قام ساكس أيضًا بتجديد خط منتجات زينفتس  بمبادرة أطلق عليها اسم "Z2"  عبر تقديم نموذج أعمال البرمجيات كخدمة SaaS . بعد فترة وجيزة، لاحظت مجلة PC أن زينفتس أصبحت «أفضل برنامج للموارد البشرية في السوق». بعد البحث عن رئيس تنفيذي، سلم ساكس العهد إلى الرئيس التنفيذي السابق لشركة أويالا Ooyala ، جاي فولشر.

### المستثمر
تستثمر ساكس في شركات التكنولوجيا منذ عشرين عامًا. كمستثمر ملاك، تشمل استثماراته:
- Addepar
- Affirm
- Airbnb
- Clutter
- Eventbrite
- Facebook
- Gusto
- Houzz
- Intercom
- Mixpanel
- Opendoor
- Palantir Technologies
- PayPal
- Postmates
- ResearchGate
- Scribd
- Slack
- SpaceX
- SurveyMonkey
- ThirdLove
- Uber
- Wish [47]

في أواخر عام 2017، شارك ساكس في تأسيس شركة كرافت فنتشرز Craft Ventures. جمعت الشركة صندوقًا أوليًا بقيمة 350 مليون دولار واستثمرت في شركات بما في ذلك Bird و Bitgo و Cloud9 و CloudKitchens و Harbour و Lightning Labs و Multicoin Capital و SpaceX.

### أسطورة التنوع
في الكلية، كان ساكس المؤلف المشارك - مع بيتر ثيل - لكتاب عام 1995 أسطورة التنوع: «التعددية الثقافية» وسياسة التعصب في ستانفورد ، الذي نشره المعهد المستقل. ينتقد الكتاب الصواب السياسي في التعليم العالي ويدعي أنه خفف من الصرامة الأكاديمية. في عام 2016، اعتذر ساكس عن أجزاء من الكتاب.

## الجوائز والتقدير
- سان فرانسيسكو بزنس تايمز 40 تحت 40 (2012) [51]
- جائزة Changers Management Game Changers (2011) [52]
- أكثر المدراء التنفيذيين إعجابًا في سان فرانسيسكو بيزنس باي باي (2011) [53]

## الحياة الشخصية
وُلد ساكس في كيب تاون، جنوب أفريقيا، وهاجر مع عائلته إلى الولايات المتحدة عندما كان عمره 5 سنوات.
درس ساكس في مدرسة جامعة ممفيس في ممفيس بولاية تينيسي. حصل على درجة البكالوريوس في الاقتصاد من جامعة ستانفورد في عام 1994 وحصل على الدكتوراه من كلية الحقوق بجامعة شيكاغو في عام 1998.
في 7 يوليو 2007، تزوج ساكس من «جاكلين تورتوريس»  وللزوجين ابنتان وابن واحد.

## روابط خارجية
- ديفيد ساكس على موقع IMDb (الإنجليزية)
- ديفيد ساكس على موقع قاعدة بيانات الفيلم (الإنجليزية)
- ديفيد ساكس على موقع كينوبويسك (الروسية)